# Öregerdő
J. R. R. Tolkien fiktív világában az Öregerdő egy nagy rengeteg a Megyétől keletre, Középföldén.
Azoknak az ősi erdőknek egy megmaradt darabkája, amelyek a Másodkor előtt egész Eriadort beborították – itt volt az északi csúcsa annak az összefüggő roppant rengetegnek, mely Fangornig ért.
A Gyűrűháború idején keleten a Sírbuckák, nyugaton pedig a Nagykerítés határolta, melyet a bakföldi hobbitok ültettek, miután kivágták az erdő egy részét, hogy helyet csináljanak otthonaiknak.
Az Öregerdő mindenféle vadállatnak otthont ad, de legkülönösebb lények maguk a fák. Kortalanok, időtlen idők óta az erdőben állnak, jól emlékeznek arra, amikor ők voltak az urak. Az elmúlt esztendők megrontották szívüket: dühösek és megkeseredettek, gyűlölnek minden élőlényt, amely szabadon jár-kel; gondolataik gyakran sötétek és különösek.
Sok veszély leselkedik az Öregerdőben az utazóra, nappal is csak kevésen merészkednek be fái közé, nemhogy éjszaka. A hobbitok szerint az Öregerdő fái bizonyos értelemben elevenek és nemigen szeretik az idegeneket; azt mondják, hogy képesek mozogni: az ösvények és tisztások állandóan változtatják a helyüket, mindig találni új csapásokat, amik aztán hamarosan el is tűnnek. Nappal nem túl tevékenyek, de éjszaka ijesztően is tudnak viselkedni. Suttognak és hajladoznak, pedig nem is fúj a szél és becsalogatják az utazót az erdő mélyére.
Egyszer régen a fák megtámadták a Nagykerítést, amit a hobbitok nem néztek jó szemmel. Kidöntötték a fákat, máglyát raktak belőlük, és az erdő nyugati végén egy nagy területet felégettek (ezt nevezik ma Máglya-tisztásnak) – azóta a fák még barátságtalanabbak.
A legveszélyesebb fa az erdőben az Öreg Fűzfa-apó, bűbájt bocsát az utazókra, majd elnyeli őket. "A talajból mintha álmosság kúszna felfelé a lábszárukon, és fölülről is lágyan szitálna a fejükre meg a szemükre. … Csak a magas ágak közül szólt valami alig hallható, lágy moraj, valami halk remegés, mintha suttogva dalolnának. … mintha szavakat hallanának, vizet és álmot emlegető, hűvös szavakat."
Fűzfa-apó az erdőben található huornok egyike, értelemmel bír és mozogni képes, és bár nincs egészen öntudatánál uralmát az egész erdőre kiterjeszti.
A Sírbuckákból eredő Fűztekeres (a rengeteg legnagyobb folyóvize) az egész Öregerdőn végigkanyarog, mielőtt a Nagykerítés déli csücskénél, Sárkányfő alatt beleömlene a Borbuggyanba. "A Fűztekeres völgye a legkomiszabb vidék az egész Erdőben: valahogy az összes komiszságnak ez a központja és forrása."
Az erdő délkeleti csücskében, a Fűztekeres mellett áll Bombadil Toma háza – itt él Aranymaggal, akit ő a Folyó-asszony lányának is nevez.
|  | Alább a cselekmény részletei következnek! |

A Gyűrűháború előtt Frodó és társai (Samu, Trufa és Pippin) a Megyéből Brí felé tartva észak felé próbáltak átvágni az Öregerdőn. Ám hosszas tekergés után délen lyukadtak ki a Fűztekeres völgyében, ahol csapdába ejtette őket az öreg Fűzfa-apó. Szerencséjükre Bombadil Toma a segítségükre sietett, és pár éjszakára vendégül látta őket a házában.
|  | Itt a vége a cselekmény részletezésének! |